# Galbert de Bruges
Galbert de Bruges (fin du XIe siècle - début du XIIe siècle) est un clerc et chroniqueur flamand, fonctionnaire dans l'administration du comte de Flandre. Il est principalement connu pour ses chroniques écrites au jour le jour et intitulées De multro, traditione et occisione gloriosi Karoli comitis Flandriarum.